# Aleksandra Żelichowska
Aleksandra Żelichowska (ur. 4 listopada 1984 w Łodzi) – polska łyżwiarka figurowa.
Występowała w grupie White Stars w programie Gwiazdy tańczą na lodzie.

## Osiągnięcia
- Mistrzostwa Polski w łyżwiarstwie figurowym – 4. miejsce
- Grand Prix Juniorów w łyżwiarstwie figurowym – 19. miejsce
- Grand Prix Juniorów w łyżwiarstwie figurowym – 21. miejsce
- Grand Prix Juniorów w łyżwiarstwie figurowym – 25. miejsce